# Alphonse Arthur Miville Déchêne
Pour les articles homonymes, voir Miville et Dechêne.
Alphonse Arthur Miville Déchêne (17 avril 1848-1er mai 1902) fut un marchand et homme politique fédéral et municipal du Québec.

## Biographie
Né à L'Islet dans le Canada-Est, M. Miville Déchêne étudia au Collège de Sainte-Anne. Il commença sa carrière politique en devenant maire de la municipalité de Saint-Pamphile.
Élu député du Parti libéral du Canada dans la circonscription fédérale de L'Islet en 1896, il fut réélu en 1900. Il démissionna en 1901 pour accepter un poste offert par le premier ministre Wilfrid Laurier comme sénateur de De la Durantaye. Il y restera jusqu'à son décès en 1902.
Son fils, Joseph Bruno Aimé Miville-Déchêne, a représenté la circonscription de Montmagny de 1917 à 1925 et son frère, François-Gilbert Miville Dechêne, représenta la circonscription provinciale québécoise de L'Islet de 1886 à 1902.